# Lichtkracht
In de astronomie wordt onder de lichtkracht (luminositeit, helderheid) van een ster verstaan het totaal uitgezonden vermogen in de vorm van elektromagnetische straling. De lichtkracht is afhankelijk van de effectieve temperatuur van de ster en z'n omvang. De lichtkracht wordt uitgedrukt in watt of in eenheden van de nominale lichtkracht van de zon (L☉), een vaste waarde waar de daadwerkelijke lichtkracht van de zon ongeveer aan gelijk is. De Internationale Astronomische Unie heeft deze eenheid gedefinieerd als
{\displaystyle 1\,L_{\odot }=3,828\times 10^{26}\,{\hbox{W}}}
De lichtkracht van een andere ster bepaalt men door z'n absolute helderheid te vergelijken met die van de zon of van een andere ster met reeds bekende lichtkracht.
Er moet onderscheid worden gemaakt tussen de bolometrische lichtkracht, dat wil zeggen de lichtkracht gemeten over alle golflengten van het elektromagnetische spectrum, en de visuele lichtkracht, dat wil zeggen de lichtkracht in het zichtbare deel van het spectrum. Bij sterren die in oppervlaktetemperatuur sterk afwijken van de zon is deze laatste vaak een stuk kleiner dan de eerste, omdat zij een groot deel van hun energie uitzenden in het infrarood (bijvoorbeeld rode dwergen en rode reuzen) of in het ultraviolet (bijvoorbeeld witte dwergen en blauwe reuzen). Voor het omrekenen tussen de bijbehorende magnitudes wordt de bolometrische correctie toegepast.

## Zon
De zonneconstante, dat wil zeggen het constante vermogen (hoeveelheid energie per tijdseenheid) dat wordt opgevangen door een m² die (boven de aardatmosfeer) loodrecht op de zonnestraling staat, bedraagt 1367 W/m². Daaruit kan de lichtkracht van de zon herleid worden. De afstand tussen de zon en de aarde, 1 AE (astronomische eenheid), is 1,496.108 km. Op deze afstand gaat door een oppervlakte van 1 m² loodrecht op de stralingsrichting per seconde een hoeveelheid energie van 1367 J, afkomstig van de zon. Dit oppervlakje is maar een zeer klein deel van de totale bol met straal R = 1 AE. Door deze bol passeert dan een vermogen, de lichtkracht van de zon, van 
{\displaystyle 4\pi R^{2}1367\ \mathrm {W/m^{2}} \approx 3,839\cdot 10^{26}} watt.

## In de deeltjesfysica
In de experimentele deeltjesfysica, in het bijzonder bij botsingen tussen subatomaire deeltjes, speelt het begrip luminositeit een belangrijke rol. Het is gedefinieerd als het aantal botsende deeltjes per eenheid van tijd gedeeld door de totale werkzame doorsnede (effectief oppervlak waarbinnen deeltjes een kracht op elkaar kunnen uitoefenen). Door te integreren (sommeren) over een langere tijdsduur krijgt men een waarde voor de geïntegreerde luminositeit. Deze grootheid voor bijvoorbeeld een jaar is een kwaliteitskenmerk van een deeltjesversneller of botsingsmachine.